# Rhodobryum platense
Rhodobryum platense är en bladmossart som beskrevs av Jean Édouard Gabriel Narcisse Paris 1898. Rhodobryum platense ingår i släktet rosmossor, och familjen Bryaceae. Inga underarter finns listade i Catalogue of Life.